# Mohamed Aouine
Pour les articles homonymes, voir Aouine.
Mohamed Aouine est un écrivain et poète algérien d'expression française, né le 29 janvier 1981 à Azeffoun, une petite ville côtière située en Kabylie à mi-chemin entre Béjaia et Tizi Ouzou.

## Biographie
Diplômé en économie, à l'université Mouloud Mammeri de Tizi Ouzou, Mohamed Aouine s'expatrie en 2005, à 24 ans. Il vit depuis en France. À l'âge de 18 ans, il a achevé son premier roman. Aux éditions Syracuse, il publie La Jachère, un recueil de textes poétiques préfacé par l'écrivain et peintre français Philippe de Boissy. Il a publié ensuite poèmes, romans et nouvelles, notamment aux éditions Bénévent et aux éditions Brumerge. Orienté aussi vers le journalisme, Mohamed Aouine écrit dans les colonnes du journal français Le Dauphiné Libéré.

## Œuvres
- 2007 : La Jachère, recueil de poèmes  (ISBN 2351700198)
- 2008 : Le Rêve et l'Attente, recueil de poèmes  (ISBN 2351700287)
- 2008 : Perdrix, roman  (ISBN 2756308528)
- 2010 : L'élan du Cœur, nouvelles  (ISBN 9782756314792)
- 2012 : Les prières ne suffisent plus, recueil de poèmes  (ISBN 9782332503879)
- 2016 : Amen sans croire, recueil de poèmes,  (ISBN 9782375440070)
- 2017 : Éphémères, recueil de poèmes aux éditions Brumerge.
- 2019 : Comme les feuilles au gré du vent, recueil de poèmes aux éditions Brumerge.